# Siv Thorsell
Siv Margareta Thorsell, född 16 september 1937 i Falun, död 3 augusti 2016 i Hedemora, var en svensk feminist. 
Thorsell var en av grundarna av nätverken Grupp 222 (1964) och Grupp 8. Thorsell var Huvudsekreterare för 1968 års Barnstugeutredning, ledamot i Fredrika-Bremer-Förbundet och ordförande för dess Stockholmskrets.